# 越女争锋

越剧争锋节目

越女争锋，即越剧青年演员电视挑战赛，是在中国举办的针对越剧青年演员的电视选拔赛节目。第一届赛事由中央电视台戏曲频道、上海文广新闻传媒集团主办。

## 第一届
2006年7月24日-9月29日，第一届越女争锋举办，本届赛事由中央电视台戏曲频道、上海文广新闻传媒集团综艺部主办，由杭州电视台、绍兴广电总台共同承办。初赛阶段分为上海、杭州、绍兴三个赛区。参赛对象为年龄在35岁以下的越剧演员，二级演员以上职称的演员不能参赛。金奖得主为张琳、吴群、王清、杨婷娜、李霄雯、盛舒扬、李璐彦、陈丽宇、章益清、董鉴鸿，银奖得主为裘丹莉、王柔桑、谢莉莉、缪海洁、吕娅娜、王铧丽、王晓玲、蔡　燕、金梦超、夏艺奕。新苗奖得主为金梦超、夏艺奕、李旭丹。

## 第二届
2009年6月29日-9月6日，第二届越女争锋举办，由中央电视台文艺中心、上海文广新闻传媒集团及浙江广播电视集团联合主办，中央电视台戏曲频道、上海文广新闻传媒集团综艺部、浙江广电集团影视娱乐频道承办。参赛对象为小生与小旦两个行当的年轻越剧演员，年龄在30岁以下。本次电视赛以生旦搭配的方式进行。浙江嵊州市越剧团刘志霞、倪晶晶的生旦组合获最佳组合金奖。